# The Only Road
The Only Road é um filme de faroeste produzido nos Estados Unidos e lançado em 1918.